# 沈阳农业大学

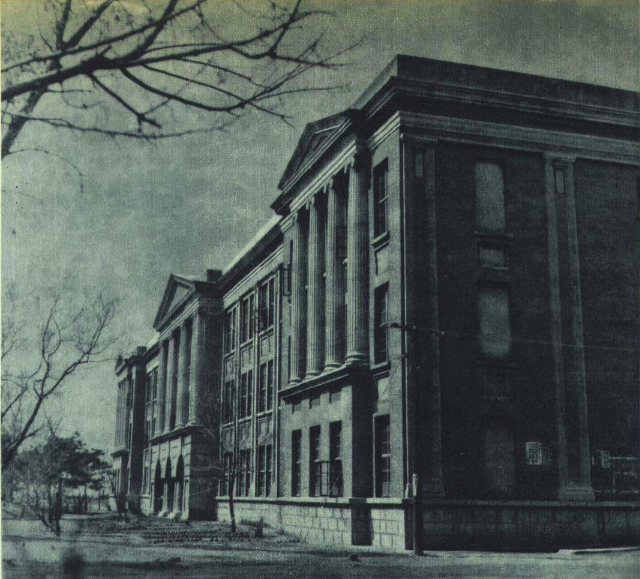
1950年代的沈阳农学院

沈阳农业大学，位于中国辽宁省沈阳市，创建于1952年，是一所以农业与生命科学为主，拥有农、理、工、经、管等学科的中国国家重点农业类高等院校，其前身是原复旦大学农学院（除茶叶专业）并与原沈阳农学院部分专业合并组建而成。

## 历史
1910年，设立奉天省省立高级中学。1929年改为东北大学农学院。1938年改为奉天农业大学。1946年恢复为东北大学农学院。1949年8月，于1948年迁往北平的东北大学农学院、长春大学农学院、中正大学农学院迁回沈阳，在塔湾成立沈阳农学院。
1950年，迁至哈尔滨与哈尔滨农学院合并，并改称东北农学院。1952年全国高校院系调整，把复旦大学农学院（茶叶专业除外）迁往沈阳，与原沈阳农学院（东北农学院）的部分专业合并，组建新的沈阳农学院（复旦大学农学院始建于1938年）。
文革期间，学校一分为五，分散在辽宁各地。文革后学校又迁回沈阳原校址办学。1979年10月经国务院批准为全国重点高等院校。1985年10月，更名为沈阳农业大学。